# Landesvertretung

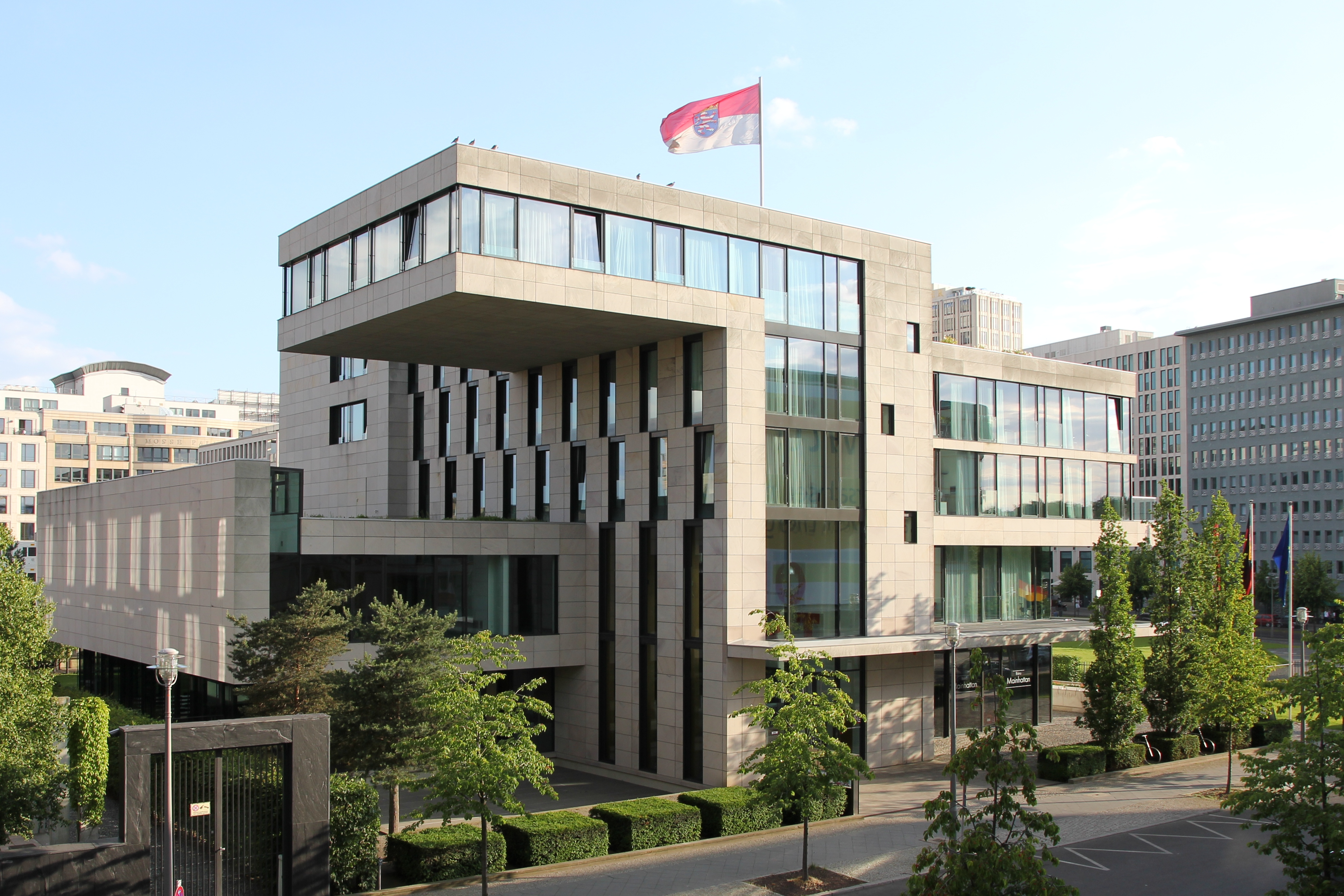
Vertretung des Landes Hessen beim Bund in Berlin

Als Landesvertretungen (oftmals nur kurz Vertretung) bezeichnet man Behörden der deutschen Länder, welche die Interessen des Landes gegenüber dem Bund und den anderen Ländern vertreten und ihren Sitz in der Bundeshauptstadt Berlin haben. Diese Vertretungen beim Bund sind ein Spezifikum des deutschen Föderalismus und haben eine lange Tradition.
Landesvertretungen dienen als Schnittstelle zwischen Bundes- und Landespolitik. Daher gehören u. a. zu ihren Tätigkeiten die Pflege enger Beziehungen zum Deutschen Bundestag und zur Bundesregierung.
Die politische und fachliche Arbeit zielt darauf ab, die Interessen des Landes bei der Gestaltung der Bundespolitik und der Gesetzgebung zu vertreten. Außerdem bieten die Vertretungen Arbeits- und Übernachtungsmöglichkeiten für die Landesregierung.
Darüber hinaus gilt es, dessen kulturelle und wirtschaftliche Vielfalt vorzustellen.
Durch den Bedeutungsgewinn der Europäischen Union müssen auch auf dieser Ebene die Landesinteressen angemessen vertreten werden. Deshalb unterhalten mittlerweile alle Länder auch Landesvertretungen in Brüssel, dem Hauptsitz der EU. Die Artikel 23 und 50 des Grundgesetzes verpflichten die Länder, über den Bundesrat in Angelegenheiten der Europäischen Union mitzuwirken.

## Aufgaben
Entweder als eigenständige Behörden oder als Ressort der Staatskanzlei nehmen Landesvertretungen eine Scharnierfunktion zwischen Bundes- und Landespolitik wahr. Sie vermitteln Information in beide Richtungen, vertreten die Interessen des Landes und wirken an der Gesetzgebung im Bundesrat mit. Auch die Fachausschüsse des Bundestages werden von Mitarbeitern der Vertretungen besucht, damit Ministerpräsident und Landesregierung über die Vorhaben von Bundesregierung und Parlament informiert sind. Auch die Europapolitik der Länder wird von den Landesvertretungen koordiniert und in den zuständigen Gremien in Brüssel vertreten. Darüber hinaus sind die Vertretungen Gesprächspartner für Verwaltungen, Verbände, Journalisten und interessierte Bürger und repräsentieren ihr Land nach außen.

## Historische Entwicklung

### Heiliges Römisches Reich und Deutscher Bund
Bereits im Heiligen Römischen Reich vertraten mit Vollmachten ausgestattete Gesandte die Interessen der Territorialfürsten und nicht selten auch der Reichskreise am Hofe des Kaisers, bei den anderen Fürstenhöfen und auf den Reichstagen. Ihre Kompetenzen und Zuständigkeiten waren weitläufig und sehr unterschiedlich und reichten von höfisch-zeremoniellen Pflichten bis hin zur Vermittlung in politischen Angelegenheiten. Eine erste institutionelle Ausweitung erfuhr das Gesandtenwesen im Reich mit der Einrichtung des Immerwährenden Reichstages in Regensburg 1663. Die Fürsten unterhielten nun kleine Vertretungen in der Reichsstadt, denen die Gesandten vorstanden.
Das Heilige Römische Reich endete 1806, im Jahr 1815 wurde der Deutsche Bund gegründet. Dieser hatte ein einziges Organ, den Bundestag, der in Frankfurt am Main seinen Sitz hatte. Die Mitgliedsstaaten des Bundes hatten jeweils einen Gesandten im Bundestag, der je nach Land unterschiedlich viele Stimmen abgab. Fremde Staaten konnten einen Gesandten beim Bund akkreditieren, umgekehrt konnte der Bund Gesandte des Bundes ernennen. Davon wurde aber nur sehr begrenzt Gebrauch gemacht.

### Deutsches Kaiserreich

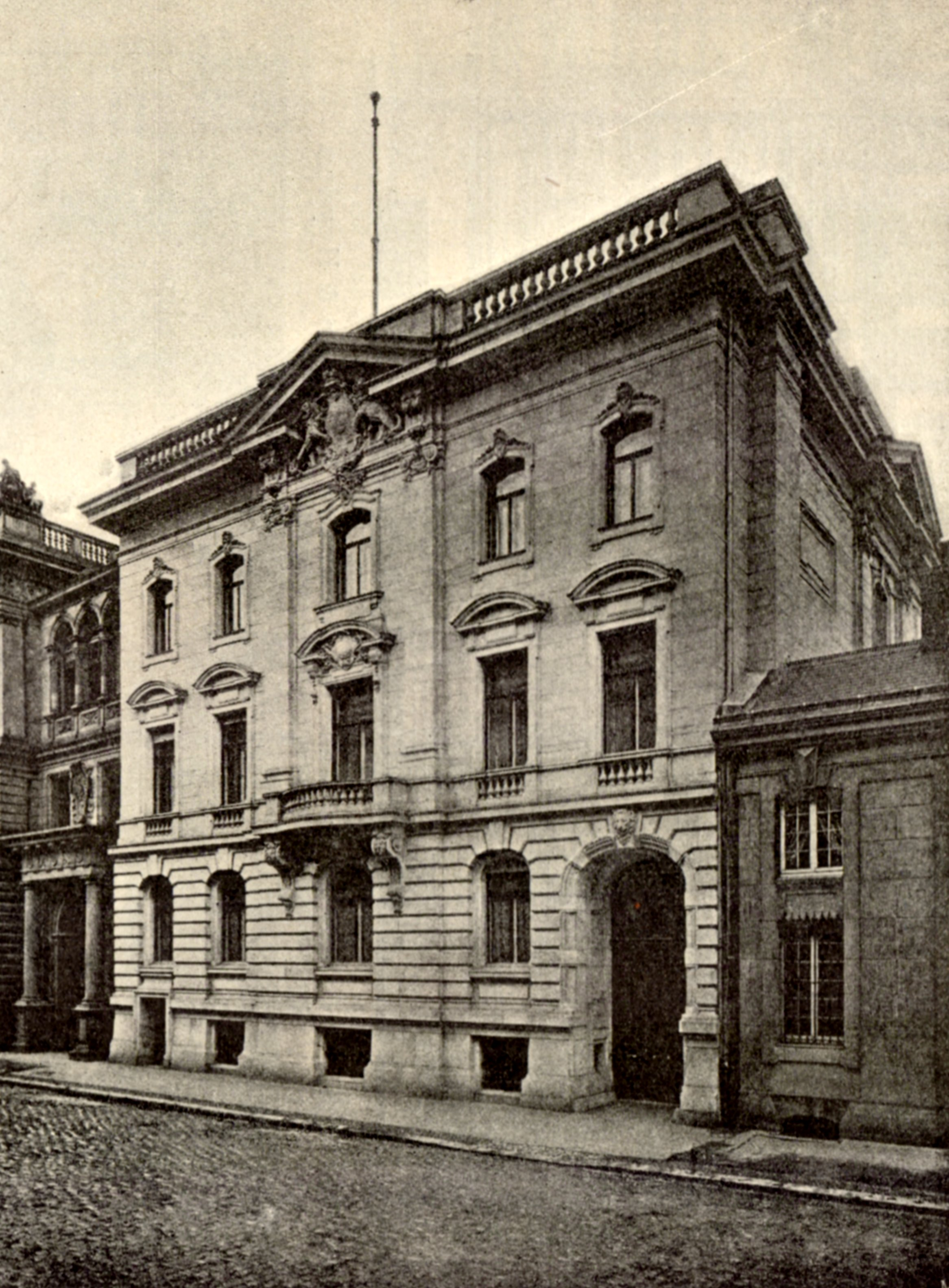
Bayerische Gesandtschaft in Berlin, 1896

Im Norddeutschen Bund, der 1870/1871 zum Deutschen Kaiserreich wurde, entsandten die Regierungen der Gliedstaaten Bevollmächtigte in den Bundesrat. Dieser hatte seinen Sitz in der Reichshauptstadt Berlin. Die Bundesratsmitglieder waren meist hohe Beamten aus der Landesverwaltung.
Die Aufgaben der Bevollmächtigten, neben repräsentativen Pflichten, waren die Mitarbeit in den Ausschüssen des Bundesrates bei der Vorbereitung von Gesetzesentwürfen und Verwaltungsvorschriften. Darüber hinaus sorgten sie für die Übermittlung von Informationen und politischen Entscheidungen zwischen den Landesbehörden und den Reichsbehörden. Um die Vertretung der Landesinteressen auch im Parlament sicherzustellen, hatten die Bevollmächtigten auch das Recht an Sitzungen des Reichstags teilzunehmen und dort Gehör zu finden. Der Arbeitsaufwand und die persönliche Arbeitsbelastung der Bevollmächtigten war immens, da ihnen in der Regel, außer einem Sekretär, kein eigener Mitarbeiterstab zur Verfügung stand.

### Weimarer Republik
Auch in der Weimarer Republik hatte der Reichsrat der Länder Einspruchsrecht bei der Gesetzgebung. Durch den Wegfall der Monarchie war die Repräsentanzfunktion beim Kaiser obsolet geworden. Die Bevollmächtigten, die mittlerweile auch einen eigenen Stab besaßen, leiteten nun die Vertretungen der Länder beim Reich. Nach der Machtergreifung der Nationalsozialisten wurde das Reich zu einem Zentralstaat. Das politische Eigenleben der Länder wurde abgeschafft. Nur noch Verwaltung und Kulturfragen wurden auf Landesebene abgewickelt.

### Bundesrepublik Deutschland
Mit Gründung der Bundesrepublik Deutschland wurde die Tradition des Bevollmächtigten als Vertreter der Länderinteressen beim Bund wieder aufgenommen. Die Landesvertretungen nahmen ihren Sitz bis Anfang der 1950er-Jahre im provisorischen Bundessitz Bonn. In der Villa Henkel in Unkel bei Bonn bestand übergangsweise bis Herbst 1950 ein sogenanntes Länderhaus als Gästehaus der Länder. Später erwarben bzw. bauten alle Länder Gebäude, in denen sie Landesvertretungen in Bonn  einrichteten. Im Zuge der Wiedervereinigung zogen die Häuser zwischen 1999 und 2001 schließlich nach Berlin. Einige Länder errichteten Neubauten in den Ministergärten und in der Hiroshimastraße. Das Land Berlin hat seit 2002 seine Landesvertretung im Berliner Rathaus und nicht mehr in einem eigenen Gebäude.
Die Gebäude der Landesvertretungen dienen der Repräsentation der Länder, insbesondere im Hinblick auf ihre ständige politische Mitwirkung im föderalen Staatswesen Deutschlands. Aufgrund der Mitwirkungskompetenz an Angelegenheiten der Europäischen Union und aufgrund der Teilsouveränität der Länder stellen sie ferner Plattformen für die Pflege und Entwicklung ihrer Außenbeziehungen am bedeutenden internationalen Botschaftsstandort Berlin dar. Darüber hinaus stehen sie als Tagungsorte der Fraktionen für die entsprechende Landesgruppe zur Verfügung, die in der Regel an Montagabenden in den Vertretungen ihres Bundeslandes zu Sitzungen zusammenkommt. Die Koalitionsverhandlungen von CDU, CSU und FDP nach der Bundestagswahl 2009 fanden in den Landesvertretungen Hessen, Niedersachsen und Nordrhein-Westfalen statt. Außerdem informieren sie über das Land und bieten ein kulturelles Programm an. Landesvertretungen stehen außerdem Konferenzen und Parlamentarischen Abenden zur Verfügung und können für diese Zwecke von Dritten gemietet werden.

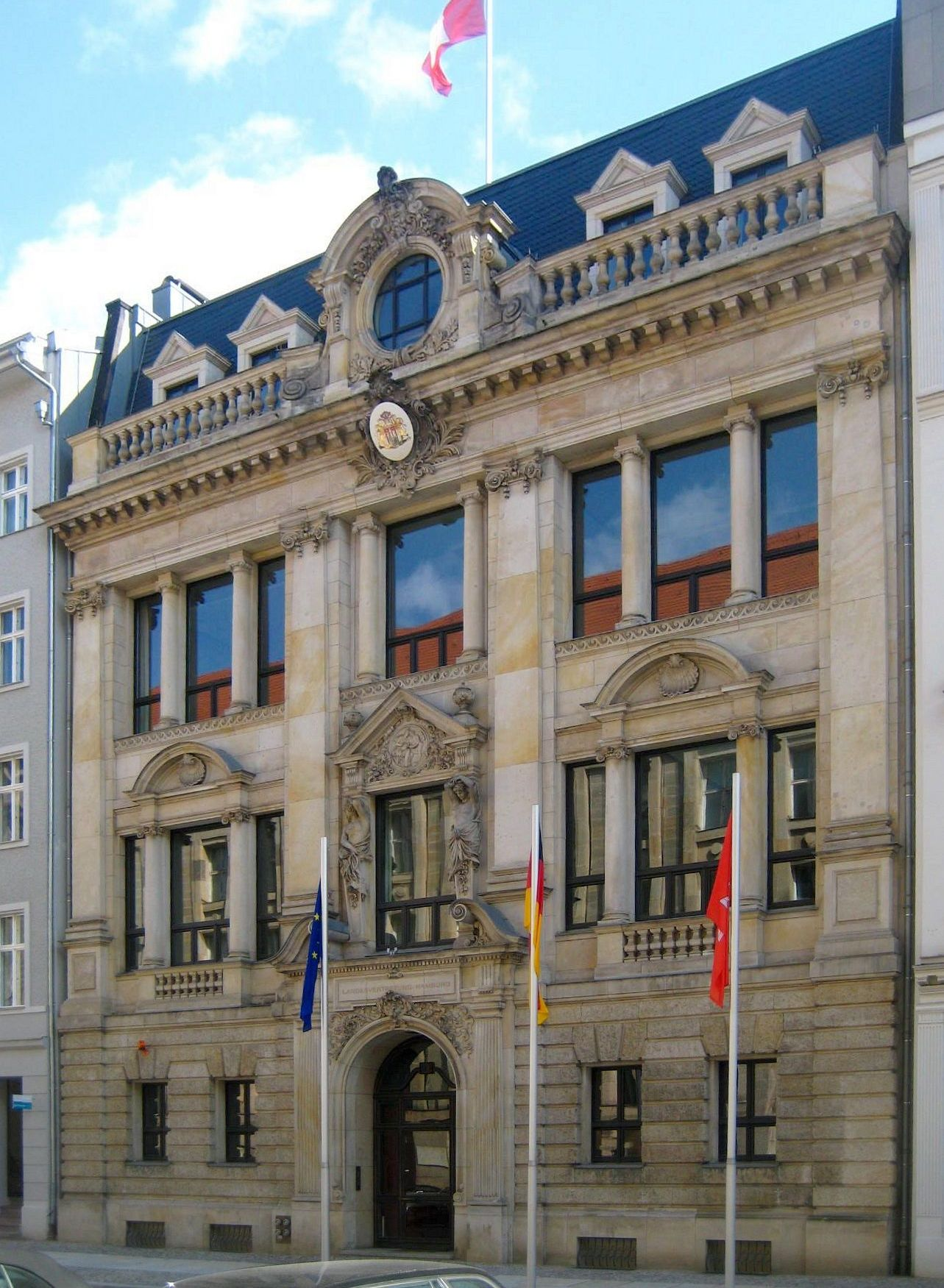
LV Hamburg
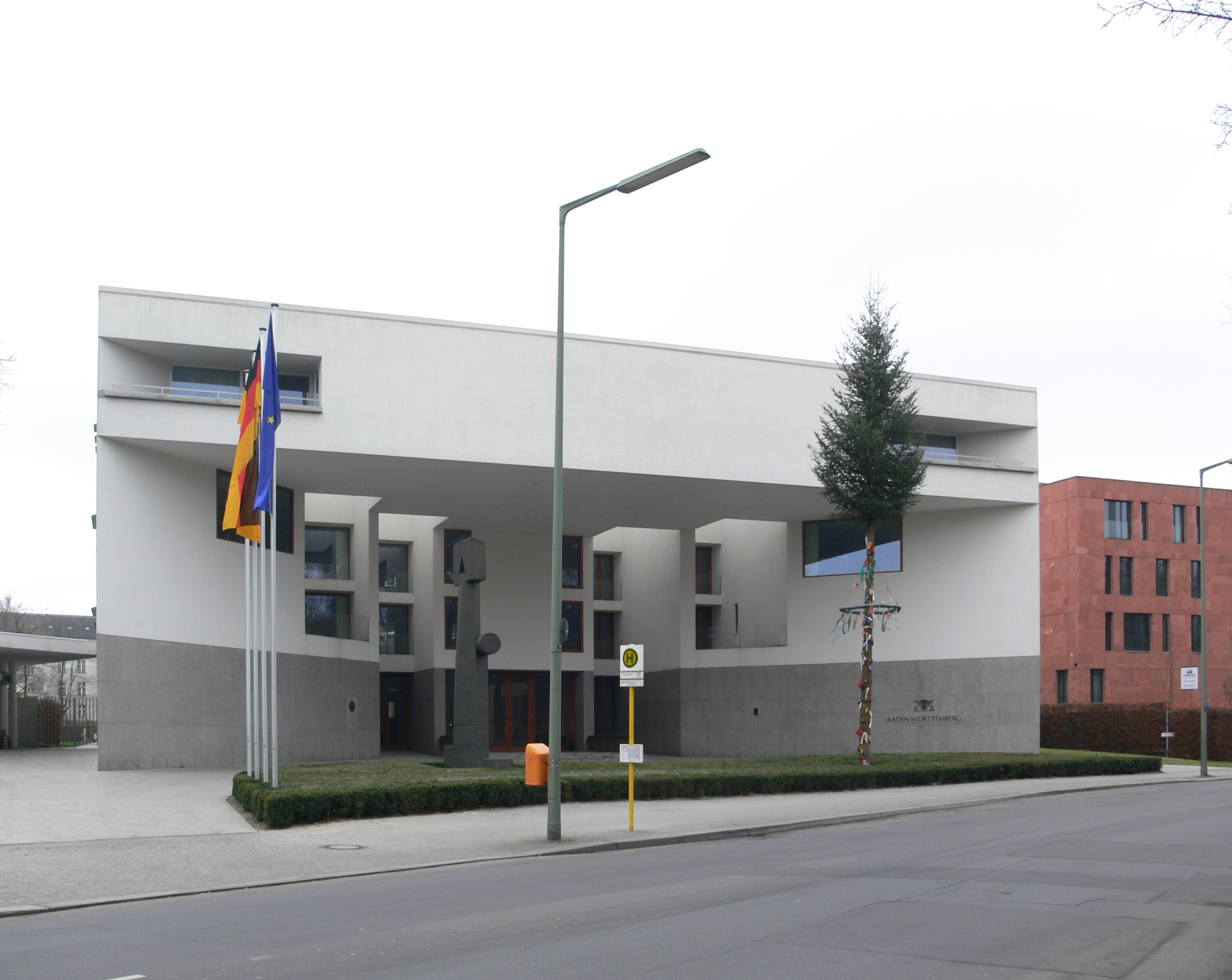
LV Baden-Württemberg
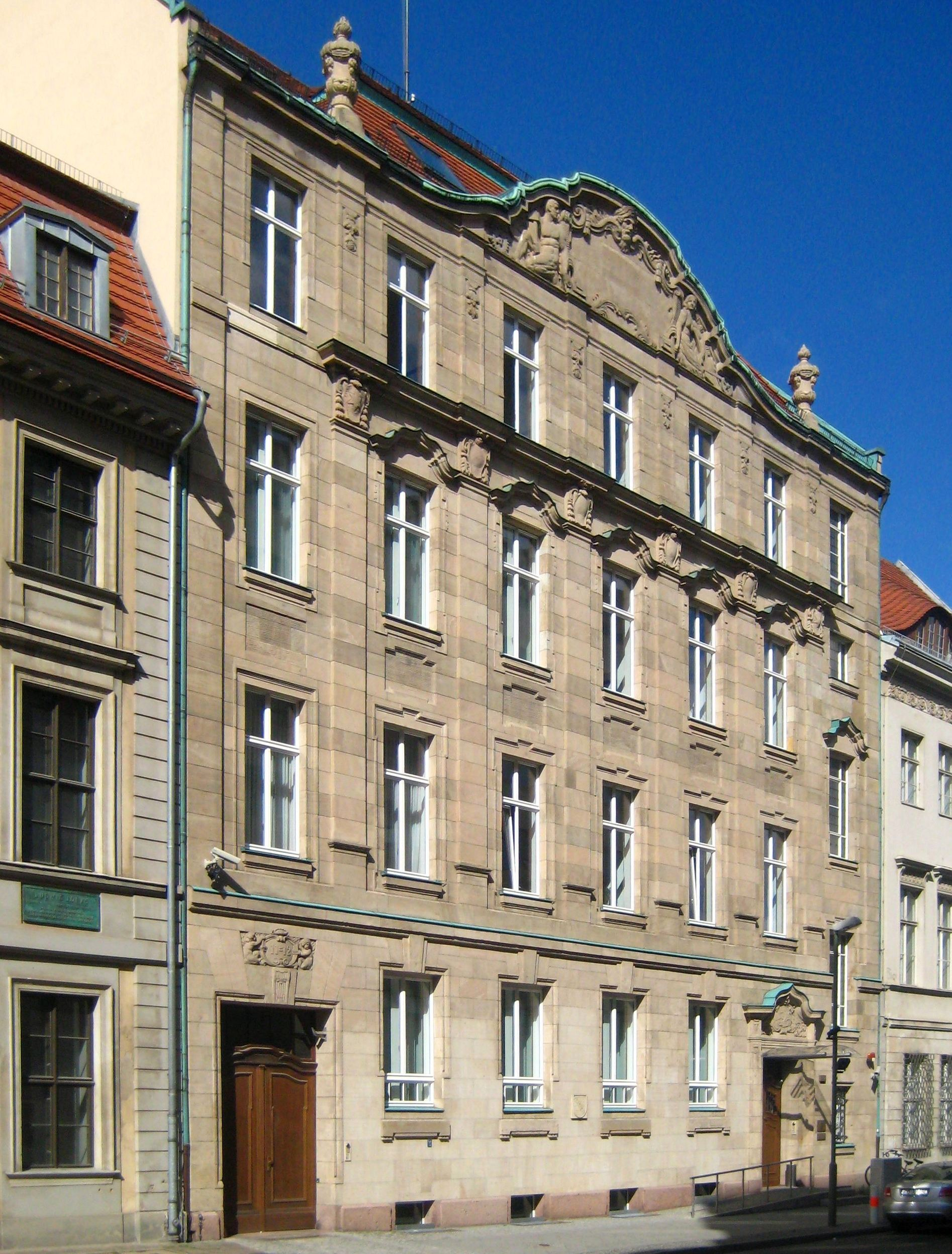
LV Sachsen
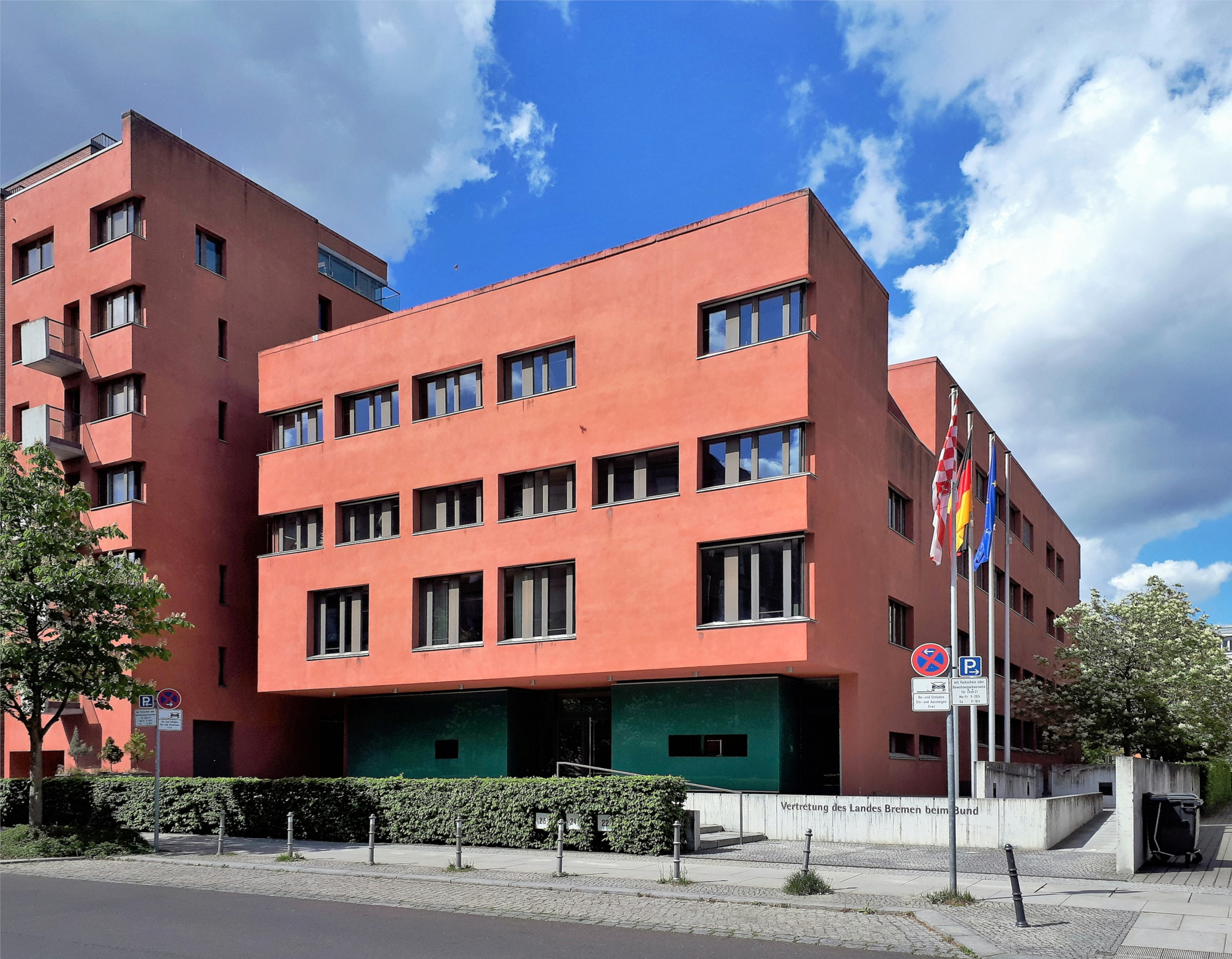
LV Bremen
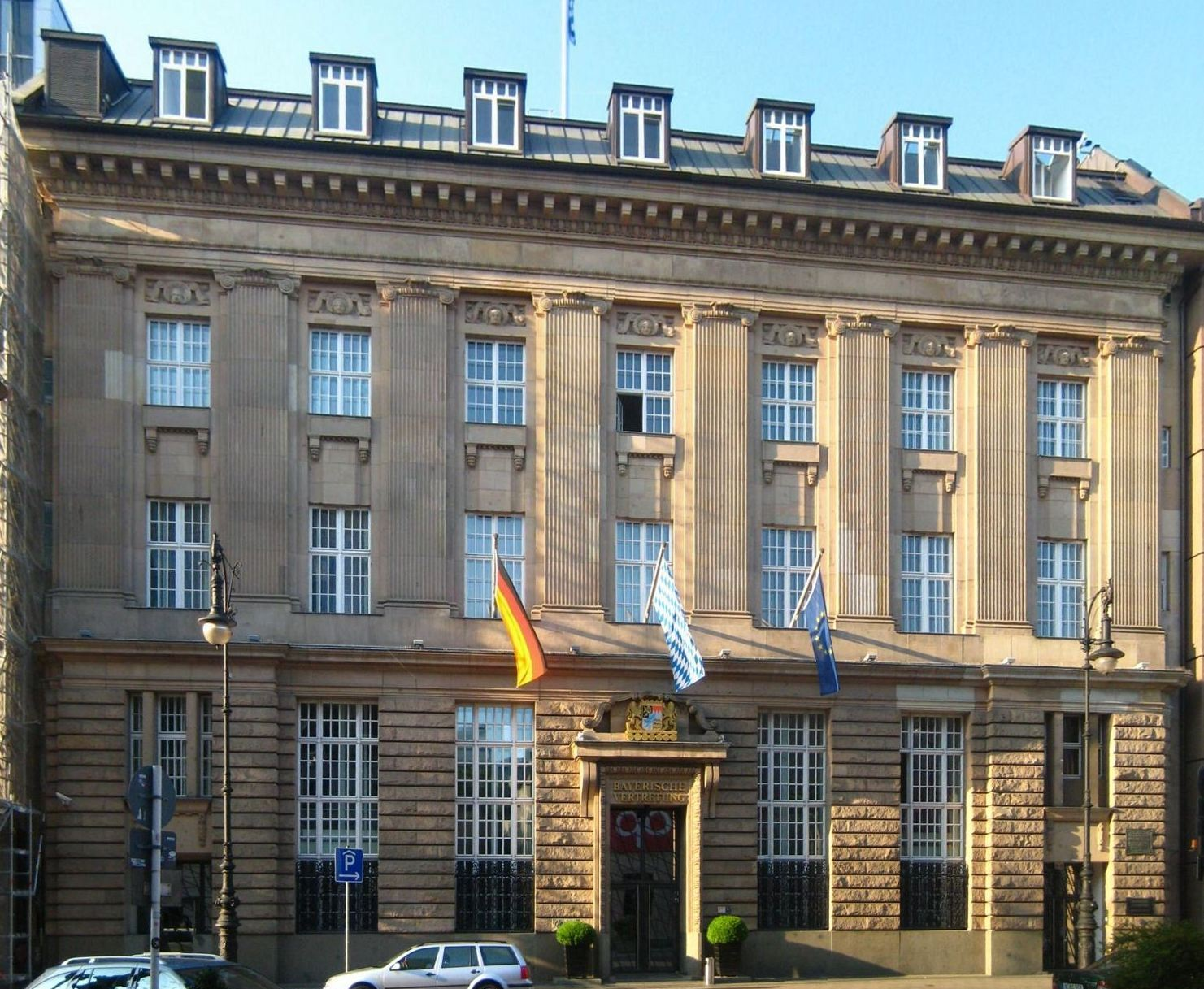
LV Bayern

## Liste der Landesvertretungen beim Bund
| Bundesland                    | Foto | Gründung | Bevollmächtigte/r | Bevollmächtigte/r  |
| ----------------------------- | ---- | -------- | ----------------- | ------------------ |
| Baden-Württemberg             |      | 1954     |                   | Rudi Hoogvliet     |
| Bayern                        |      | 1949     |                   | Karolina Gernbauer |
| Berlin                        |      | 1949     |                   | Florian Hauer      |
| Brandenburg                   |      | 1990     |                   | David Kolesnyk     |
| Bremen                        |      | 1949     |                   | Nancy Böhning      |
| Freien und Hansestadt Hamburg |      | 1950     |                   | Liv Assmann        |
| Hessen                        |      | 1949     |                   | Manfred Pentz      |
| Mecklenburg-Vorpommern        |      | 1990     |                   | Jutta Bieringer    |
| Niedersachsen                 |      | 1949     |                   | Veronika Dicke     |
| Nordrhein-Westfalen           |      | 1949     |                   | Matthias Roßbach   |
| Rheinland-Pfalz               |      | 1951     |                   | Heike Raab         |
| Saarland                      |      | 1969     |                   | Thorsten Bischoff  |
| Sachsen                       |      | 1991     |                   | Markus Franke      |
| Sachsen-Anhalt                |      | 1991     |                   | Simone Großner     |
| Schleswig-Holstein            |      | 1949     |                   | Sandra Gerken      |
| Thüringen                     |      | 1991     |                   | Stephan König      |

## Die Landesvertretungen bei der Europäischen Union
Zur Vertretung ihrer Interessen gegenüber der Europäischen Union unterhalten mittlerweile alle Bundesländer Vertretungen in Brüssel. Neben der allgemeinen Interessenvertretung über offizielle und inoffizielle Kanäle dienen diese Vertretungen auch als „Schaufenster“ für ihr jeweiliges Bundesland und vertreten dieses dadurch nicht nur politisch, sondern auch kulturell. Gleichzeitig betreuen die Landesvertretungen ihre jeweiligen Vertreter im Europäischen Ausschuss der Regionen.
Die Gründung der Landesvertretungen in Brüssel lösten einen verfassungsrechtlichen Streit zwischen dem Bund und den Bundesländern aus. Ersterer fürchtete eine verfassungswidrige „Nebenaußenpolitik“ der Länder, während letztere argumentierten, dass Europapolitik auch Innenpolitik sei. Zu einer Einigung kam es mit der Neufassung des Artikel 23 des Grundgesetzes und dem 4. Gesetz über die Zusammenarbeit von Bund und Ländern in Angelegenheiten der europäischen Union (EUZBLG) vom 12. März 1993. § 8 des Gesetzes erlaubt es den Bundesländern, eigene Vertretungen bei der Europäischen Union einzurichten. Gleichzeitig verpflichten sich Bund und Länder dazu, nicht im Widerspruch zu abgestimmten Positionen zu handeln. Trotz der ursprünglichen Vorbehalte des Bundes arbeiten die Ständige Vertretung der Bundesrepublik Deutschland bei der Europäischen Union und die Landesvertretungen mittlerweile eng zusammen.
Ebenfalls umstritten ist, ob es sich bei der Interessenvertretung der Bundesländer in Brüssel um Lobbyismus handelt. Die Landesvertretungen selbst sehen sich nicht als Lobbyisten an und haben sich bisher (Stand: Sept. 2017) nicht in das Transparenz-Register der Europäischen Kommission eingetragen. In der Politikwissenschaft werden die Landesvertretungen hingegen häufig als staatliche Lobbyakteure eingeordnet. Dafür spricht, dass ein bedeutender Teil ihrer Arbeit auf informellen Netzwerken zu EU-Beamten beruht.